# Bibliotheca Rosenthaliana

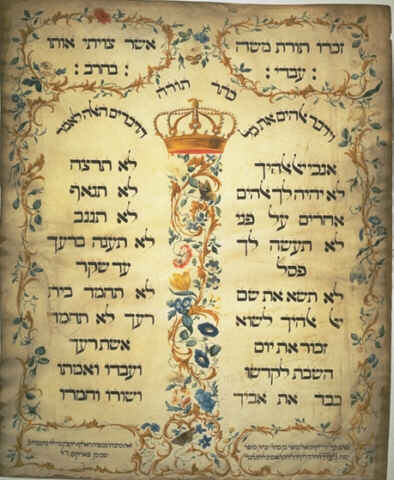
Pergament mit den 10 Geboten von Jekuthiel Sofer (1768)

Die Bibliotheca Rosenthaliana ist eine jüdische Spezialbibliothek und Teil der Universitätsbibliothek Amsterdam. Sie umfasst eine große Sammlung von Drucken ab dem 15. Jahrhundert sowie Manuskripte ab dem 13. Jahrhundert, daneben auch Zeitschriften, Druckgrafik, Zeichnungen, Fotografien und Archivalien. Sie ist mit ca. 6000 Bänden eine der größten ihrer Art in Europa.

## Geschichte
Die Rosenthaliana wurde von dem Hannoveraner Rabbiner Leeser Rosenthal (1794–1868) ab 1880 aufgebaut und gelangte aus der Hand seiner Erben an die damalige städtische Bibliothek in Amsterdam. Von 1930 bis zu seiner Deportation nach Westerbork 1943 war der niederländische Judaist und Bibliothekar Louis (Levie) Hirschel (1895–1944), der auch Sekretär, dann Vorsitzender der Genootschap voor Joodsche Wetenschap in Nederland war, der Konservator der Bibliotheca Rosenthaliana.
Während der deutschen Besatzung der Niederlande im Zweiten Weltkrieg wurde die Bibliothek ihrer Bestände beraubt. Der niederländische Reichsarchivar Dirk Petrus Marius Graswinckel konnte diese nach Kriegsende im Offenbach Archival Depot ausfindig machen. Die Bibliothek konnte Anfang November 1946 in Amsterdam wiedereröffnet werden. Erster Direktor wurde der Rabbiner Isaac Leo Seeligmann, der die Internierung in Theresienstadt überlebt hatte.

## Bestände
- Hebraica und Judaica aus den nördlichen Niederlanden des 17. bis 19. Jahrhunderts, darunter eine fast vollständige Sammlung der Werke von Menasse ben Israel und Jakob Juda Leon
- Materialien über die Inquisition und sephardische Judaica aus der Sammlung Cassuto[3]
- Geschichte der Juden in den Niederlanden und Deutschland
- Geschichte des jüdischen Buchs